# Nissan Maxima
Der Nissan Maxima ist ein zwischen 1980 und 2023 in mehreren Generationen von dem japanischen Automobilhersteller Nissan produziertes Modell der oberen Mittelklasse.
Ursprünglich wurde ab 1980 für eine Sechszylinder-Version des Datsun Bluebird 910 mit einem verlängerten Vorderwagen die Bezeichnung Maxima als Zusatztypenbezeichnung verwendet. Später bezeichnete der Name ein eigenständiges Modell.
Vom Maxima abgeleitet ist der zwischen 1988 und 2012 gebaute Nissan Cefiro. Der Maxima A33 wurde im Iran bei Pars Khodro in Lizenz produziert. In Deutschland ersetzte der Nissan Maxima ab Frühjahr 1989 den Nissan Laurel.

## Datsun Maxima (810, 1980–1984)

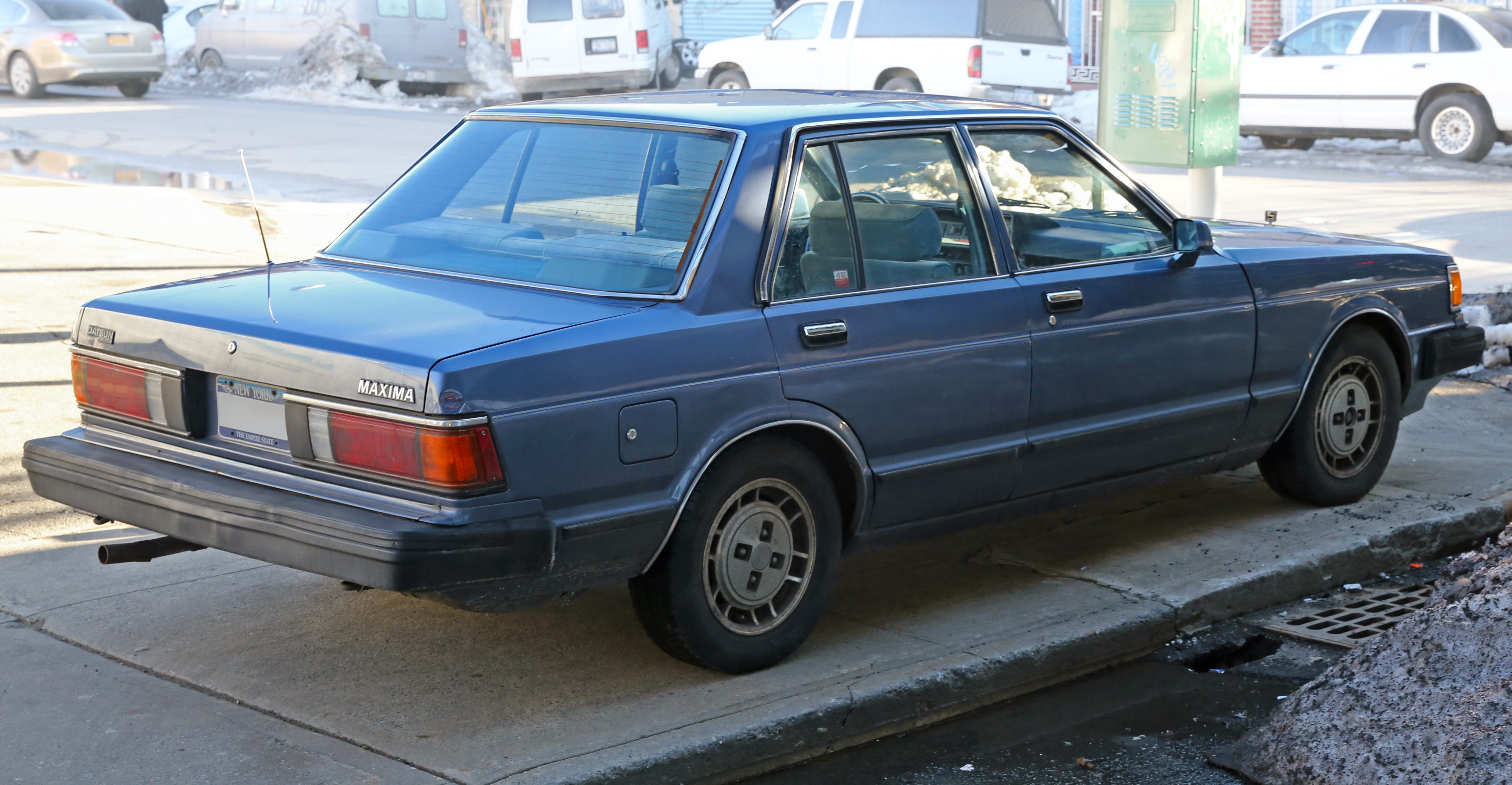
Heckansicht

Das erste Modell der Maxima-Modellreihe war der Datsun Bluebird (PL 910), der in den USA mit verlängertem Radstand (2650 statt 2525 mm) wieder als Datsun 810 angeboten wurde. Damit wurde Raum geschaffen für einen größeren Sechszylinder-Otto-Reihenmotor (Typ L24E, 2,4 Liter, 89,5 kW/122 PS) und Sechszylinder-Diesel-Reihenmotor (Typ LD28, 2,8 Liter, 66,9 kW/91 PS). Der Datsun 810 Maxima wurde hauptsächlich in den USA verkauft und war als viertürige Limousine sowie als fünftüriger Kombi erhältlich. Nachdem Datsun 1980 begonnen hatte, alle Modelle auch im Export mit Namen zu versehen, hieß die Modellreihe ab 1981 nur noch Maxima.
1984 wurde das Modell unter dem Namen Nissan-Datsun Maxima vermarktet, um die Einstellung von Datsun einzuleiten.

## Nissan Maxima (U11, 1984–1989)
Im Gegensatz dazu wurde das Nachfolgemodell von Beginn an als Nissan Maxima vermarktet. Der Maxima U11 auf Basis des Nissan Bluebird (Baureihe U11) war von vornherein für einen Sechszylinder-Ottomotor mit 115 kW (157 PS) ausgelegt, der erstmals die Vorderräder antrieb. Einen Dieselmotor gab es nun nicht mehr. Auch diese hauptsächlich für die USA bestimmte Modellgeneration wurde dort ab 1985 als Viertürer und als Kombi angeboten.

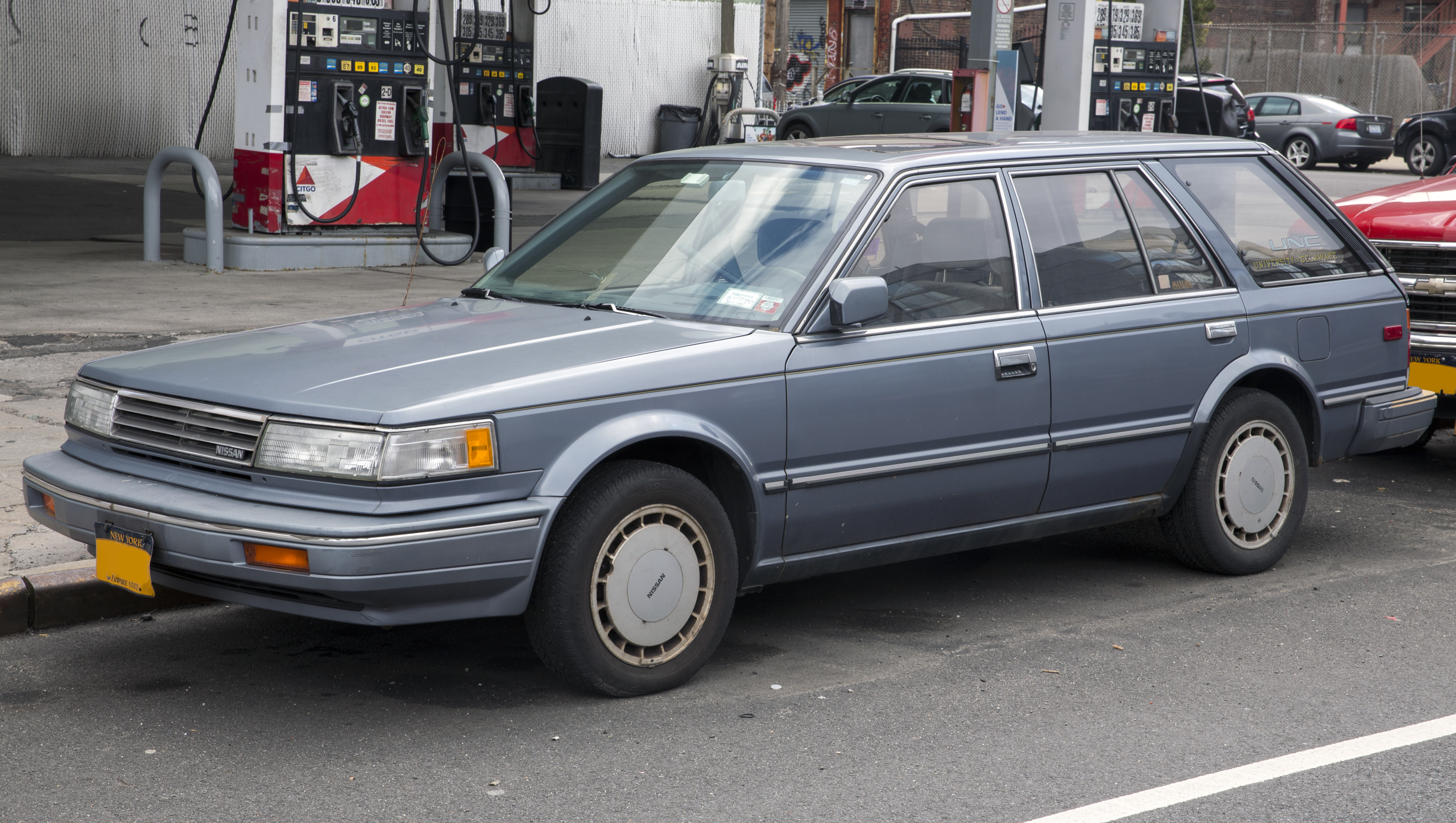
Kombi
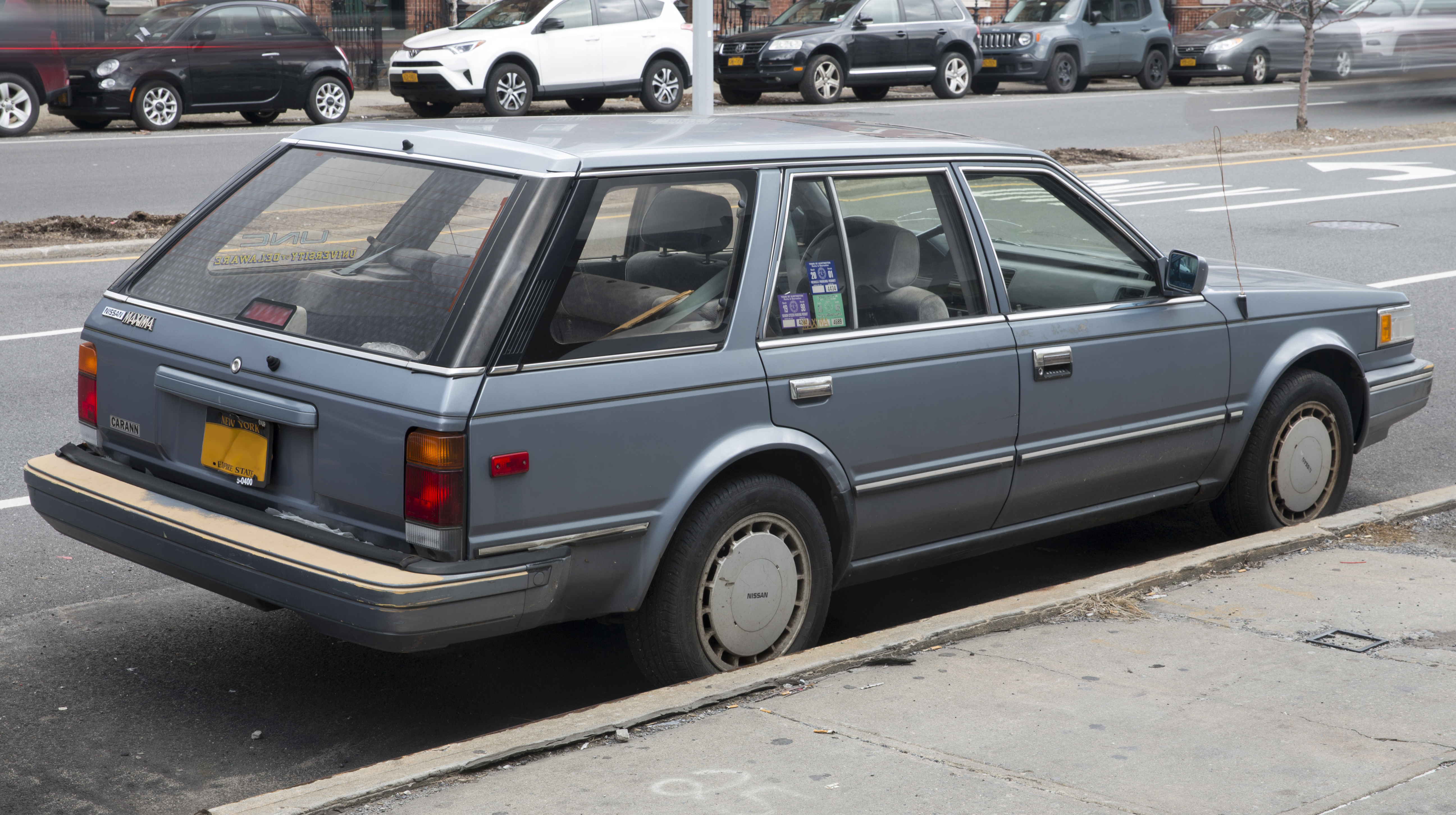
Heckansicht

## Nissan Maxima (J30, 1988–1995)
Der Maxima der dritten Generation war ab März 1989 erstmals auch in Europa erhältlich, wo er den Nissan Laurel ersetzte. Angeboten wurde eine viertürige Limousine, anfänglich zu einem Preis von 40.995 DM, eine Kombi-Variante war nicht mehr erhältlich.
Eine technische Besonderheit dieses Modells war ein optionales semi-aktives Fahrwerk, welches mithilfe von Sonartechnologie die Stoßdämpfer dem Straßenzustand anpassen konnte. Dies war jedoch nicht auf dem europäischen Markt verfügbar.

Einzige Motorisierung der ersten Generation war in Europa ein 3,0-Liter-V6-Motor mit 125 kW/170 PS (Typ VG30E); in der ab 1992 angebotenen SE-Version (nicht in Europa erhältlich) war ein Motor verbaut (Typ VE30DE), welcher 142 kW/193 PS leistete. Dieser Motor war ausschließlich im Maxima erhältlich, da der bekannte Vierventiler VG30DE (verbaut im 300ZX) nicht unter die flache Motorhaube des Maxima gepasst hätte, und unterscheidet sich von diesem durch speziell entwickelte Zylinderköpfe mit vier Ventilen pro Zylinder und variabler Nockenwellenverstellung für die Einlassseite.

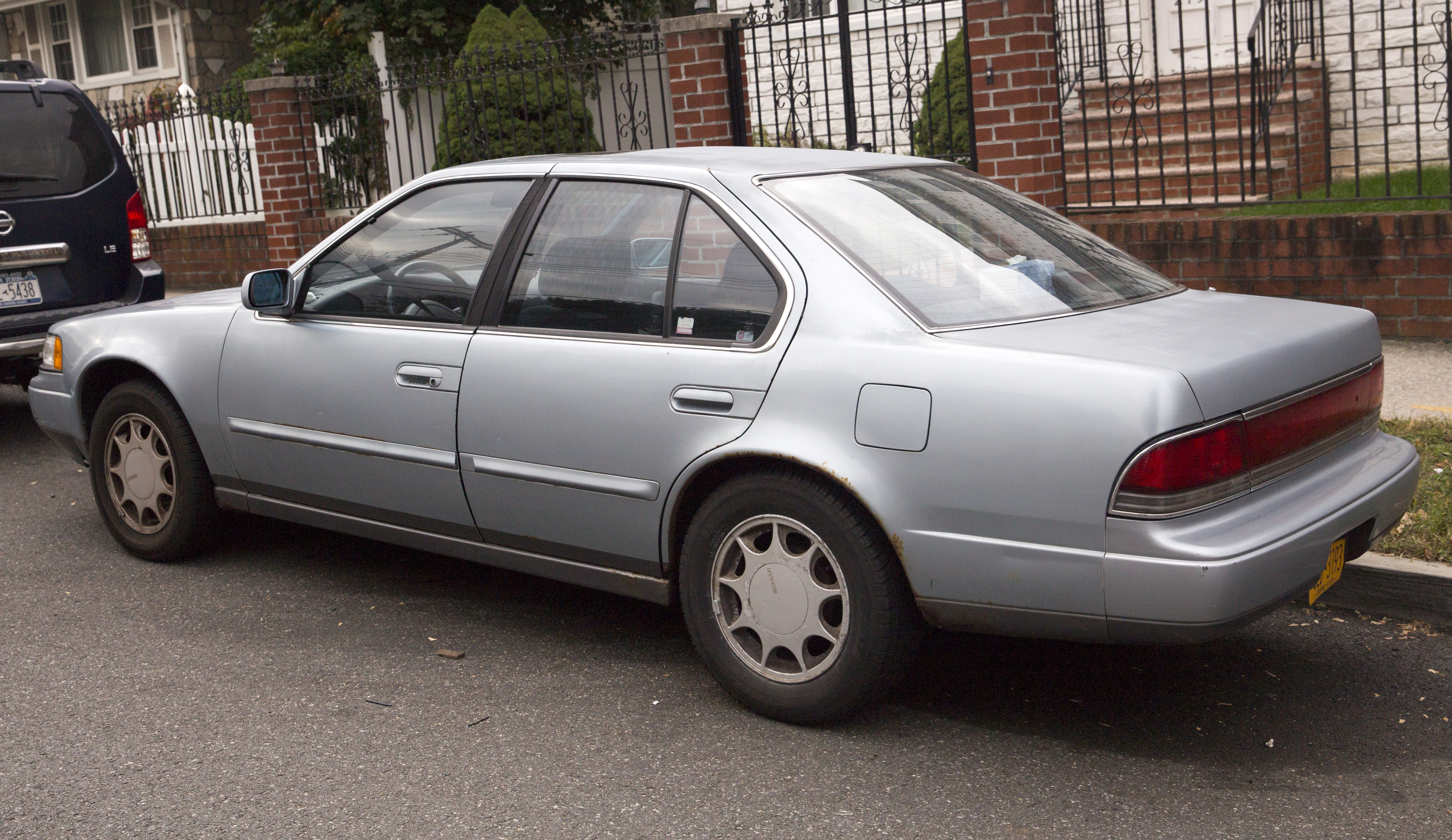
Heckansicht
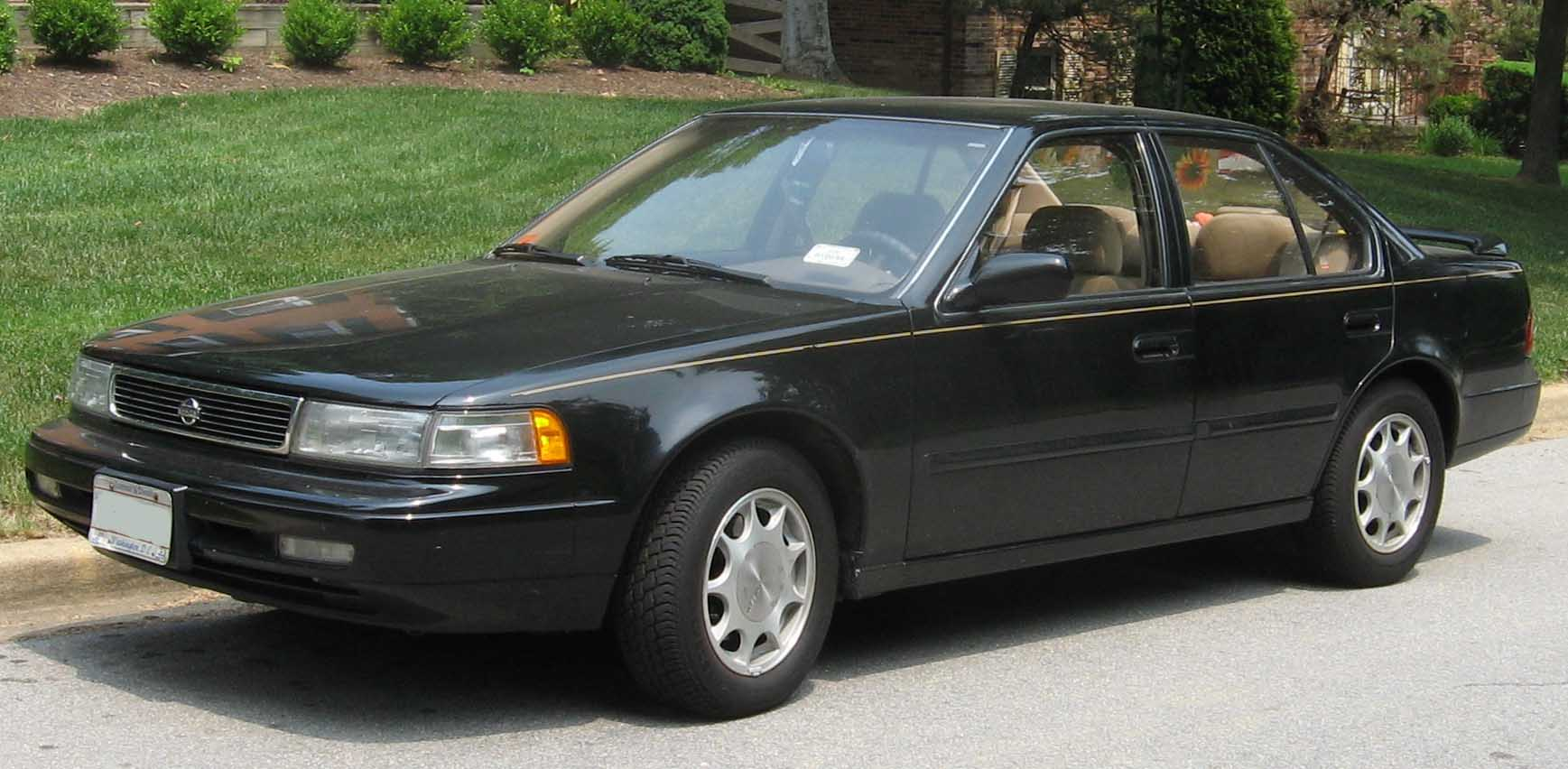
Facelift

### Technische Daten
| Modell                            | 3.0 V6 (Europa)                               |
| Zylinderzahl                      | V6 (60 Grad)                                  |
| Hubraum (cm³)                     | 2960                                          |
| Bohrung × Hub (mm)                | 87 × 83                                       |
| Max. Leistung (kW/PS)             | 125/170 bei 5600                              |
| Max. Drehmoment (Nm)              | 248 bei 2800                                  |
| Höchstgeschwindigkeit (km/h)      | 223 (Schalter)                                |
| Getriebe (Serienmäßig)            | 5-Gang-Schaltgetriebe oder 4-Stufen-Automatik |
| Beschleunigung (0–100 km/h)       | 8,8 Sekunden (Schalter)                       |
| Verbrauch kombiniert (pro 100 km) | 12,0 Liter S (Schalter)                       |
| Tankinhalt                        | 70 Liter                                      |

## Nissan Maxima (A32, 1995–2000)
Ab 1995 erhielt das Modell ein neues Design und neue Motoren. Der alte Motor der VG-Serie wurde durch die neu entwickelte VQ-Serie ersetzt. Bei den Fahrzeugen für Europa wurde die Leistung des 3,0-Liter-V6-Modells auf 142 kW (193 PS) erhöht. Ein 2,0-Liter-V6-Motor mit 103 kW (140 PS) wurde neu eingeführt. In anderen Ländern war auch ein 2,5-Liter-V6 im Angebot.
Der A32 war nun nicht mehr ein eigenständiges Modell, sondern baugleich mit dem Nissan Cefiro, welcher in Asien verkauft wurde. Europäische Modelle erhielten den Namenszusatz QX. Auf dem nordamerikanischen Markt wurde der Maxima mit einer leicht abgeänderten Karosserie verkauft, die internationale Ausführung war unter Nissans Premium-Marke Infiniti I30 jedoch ebenfalls erhältlich. In technischer Hinsicht wurde hinsichtlich der Schwachpunkte des Vorgängermodells gezielt Abhilfe geschaffen (wie etwa bei den gerissenen Abgaskrümmern und den defekten Automatikgetrieben, bedingt durch die in Europa üblichen höheren Geschwindigkeiten).

Für die Modellreihe A32 wurde die unabhängige hintere Mehrlenkerachse des J30 durch eine einfache Starrachse ersetzt (von Nissan als Kompaktlenkerachse bezeichnet und in ähnlicher Form beim Primera P11 sowie im Almera verbaut), welche im Grenzbereich zu plötzlichem Übersteuern neigt, was einen klaren Rückschritt gegenüber dem Vorgängermodell darstellte und eine der wenigen gravierenden Schwächen des Maxima war. Ebenso war das semi-aktive „Super Sonic Suspension“-System nun nicht mehr erhältlich.

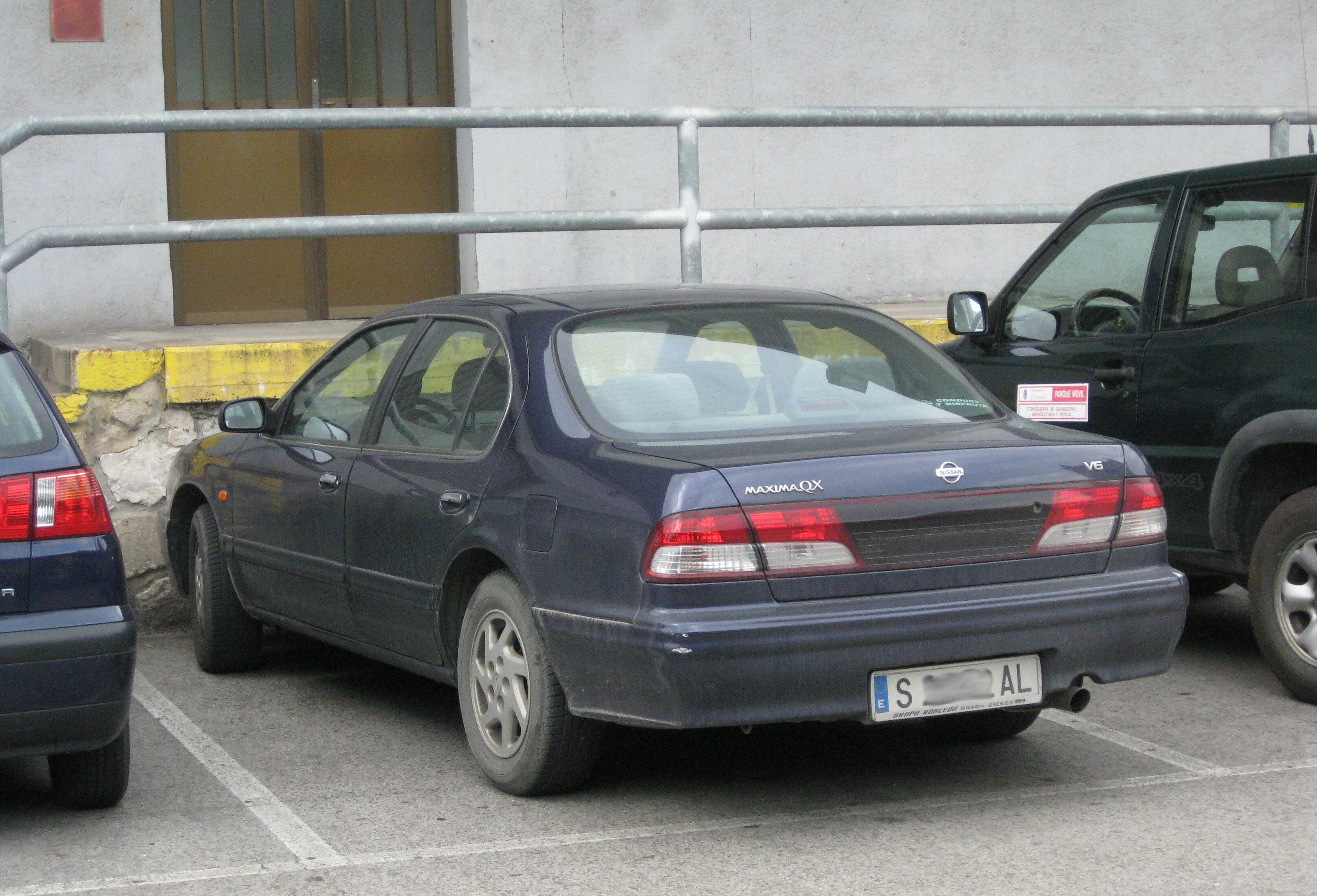
Heckansicht
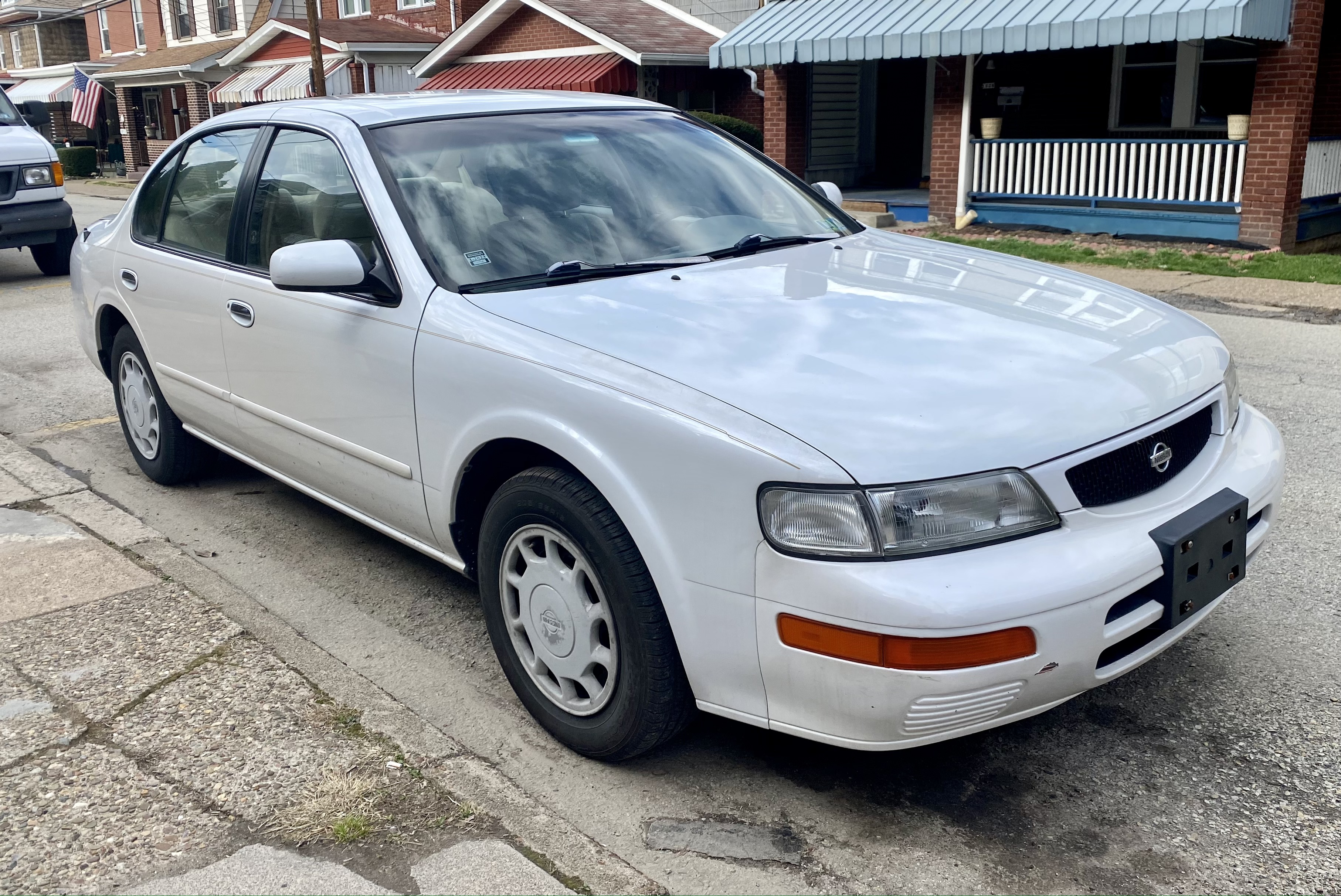
Nordamerikanische Version
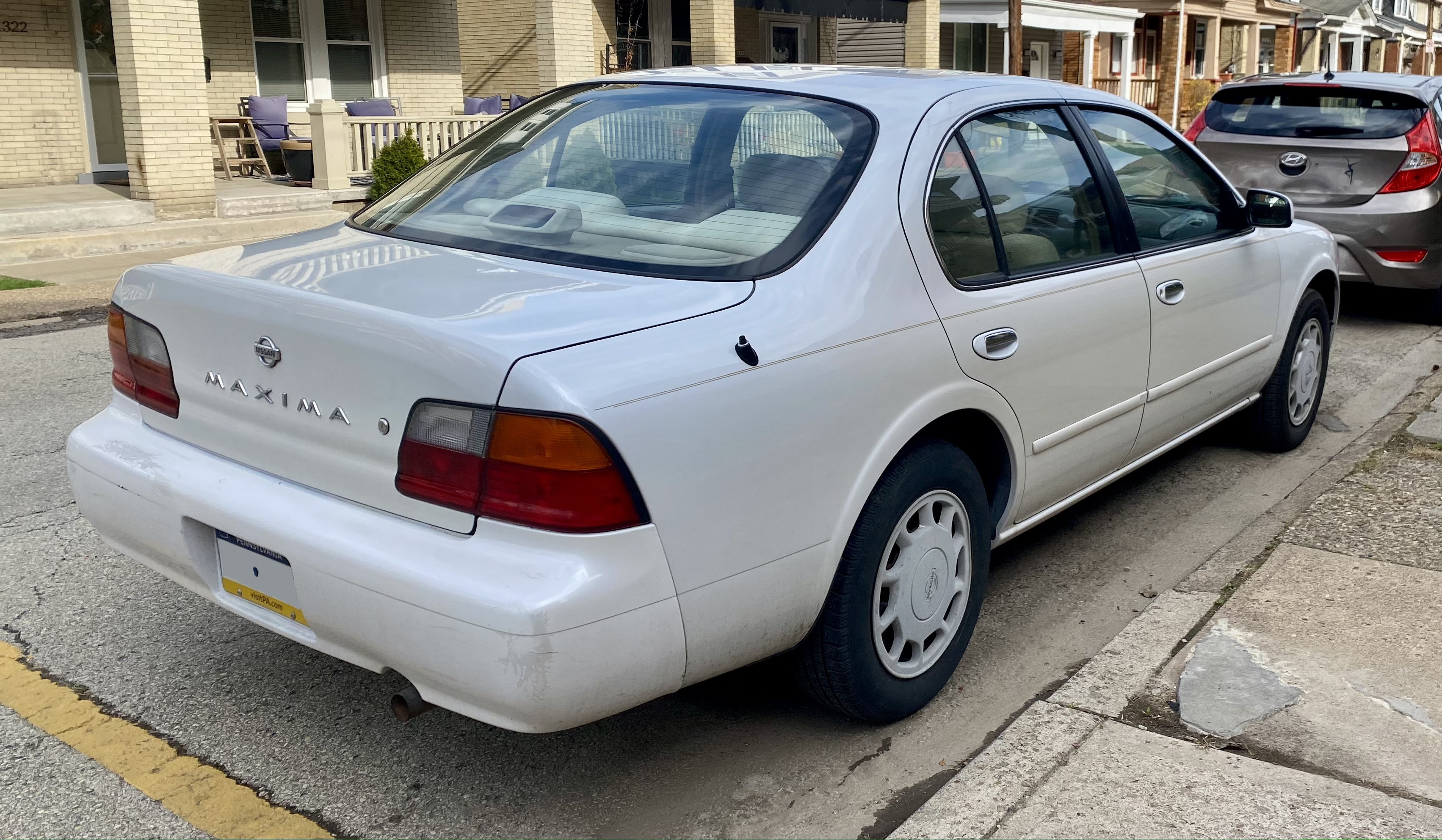
Heckansicht

### Technische Daten
| Modell                            | 2.0 V6 (Europa)                               | 3.0 V6 (Europa)                               |
| Motortyp                          | VQ20DE                                        | VQ30DE                                        |
| Zylinderzahl                      | V6 (60 Grad)                                  | V6 (60 Grad)                                  |
| Hubraum (cm³)                     | 1995                                          | 2988                                          |
| Bohrung × Hub (mm)                | 76 × 73,3                                     | 93 × 73,3                                     |
| Max. Leistung (kW/PS)             | 103/140 bei 6400                              | 142/193 bei 6400                              |
| Max. Drehmoment (Nm)              | 177 bei 4600                                  | 278 bei 4400                                  |
| Höchstgeschwindigkeit (km/h)      | 201 (Schalter)                                | 230 (Schalter)                                |
| Getriebe (Serienmäßig)            | 5-Gang-Schaltgetriebe oder 4-Stufen-Automatik | 5-Gang-Schaltgetriebe oder 4-Stufen-Automatik |
| Verbrauch kombiniert (pro 100 km) | 9,9 Liter S                                   | 10,3 Liter S                                  |
| Tankinhalt                        | 70 Liter                                      | 70 Liter                                      |

## Nissan Maxima (A33, 2000–2004)
Beim A33 handelte es sich um eine überarbeitete Version des A32. Der Radstand und die Karosserie wuchsen in der Länge und das Design wurde modernisiert; die Europa- und Nordamerikavarianten verfügten über unterschiedlich gestaltete Frontpartien. Das Fahrzeug wurde ohne ESP ausgeliefert, obwohl dies gerade wegen der Hinterachse und der langen Heckpartie notwendig gewesen wäre.
In Europa wurden wiederum zwei V6-Motoren mit 2,0 und 3,0 Litern Hubraum (mit 103 kW/140 PS bzw. 147 kW/200 PS) angeboten, in anderen Ländern auch der bekannte 2,5-Liter-V6. In Nordamerika wurde weiterhin nur der 3,0-Liter-V6 angeboten, der 2002 durch einen 3,5-Liter-V6 ersetzt wurde (190 kW/259 PS). Mit Schaltgetriebe waren Höchstgeschwindigkeiten von über 230 km/h möglich, mit Automatikgetriebe bis 210 km/h.

Die Spitzenausstattung umfasste in Deutschland serienmäßig unter anderem ein Automatikgetriebe mit Overdrive und Sportschaltung, Lederausstattung, Sitzheizung vorn, Navigationssystem, Xenonlicht und Standheizung.

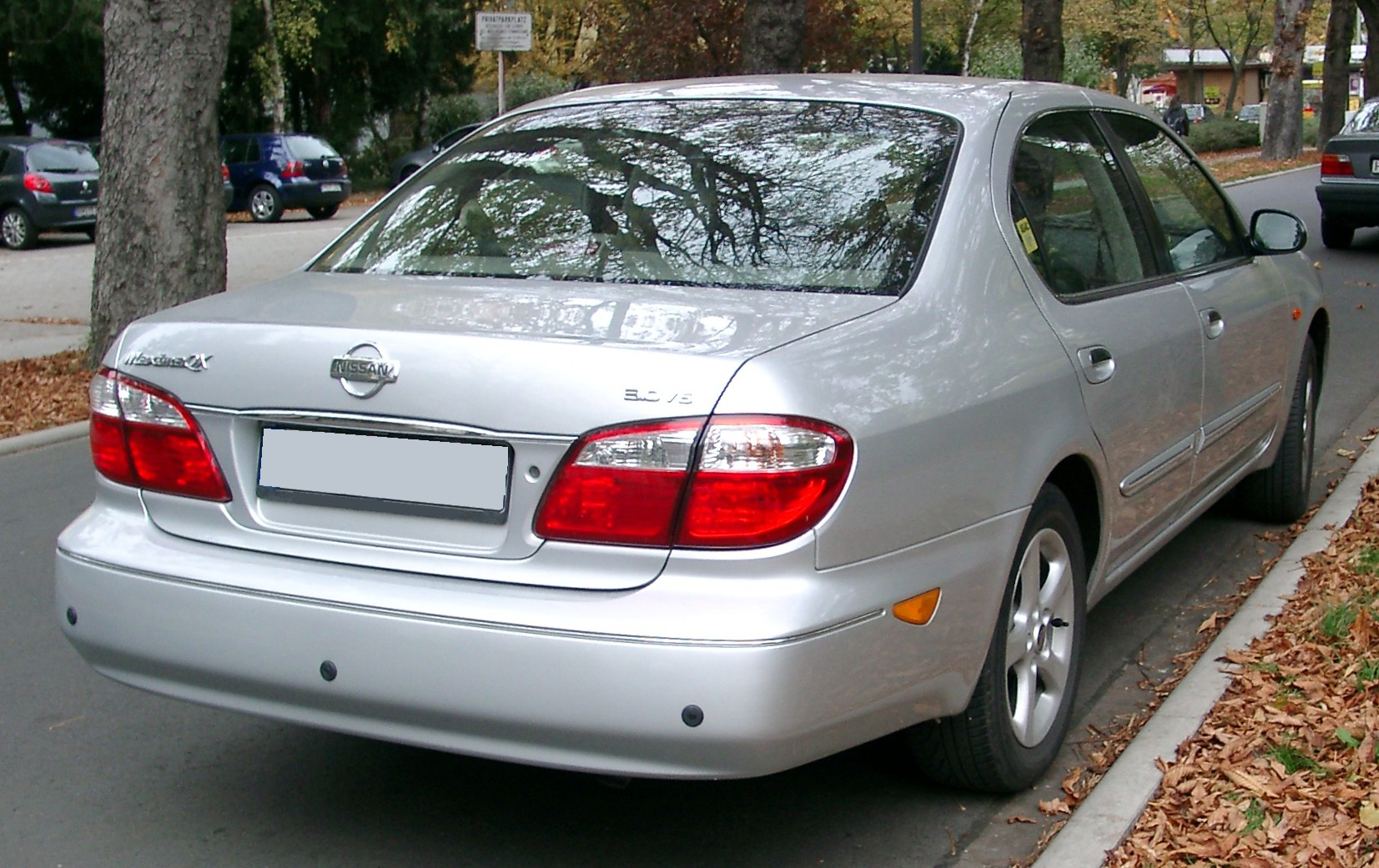
Heckansicht
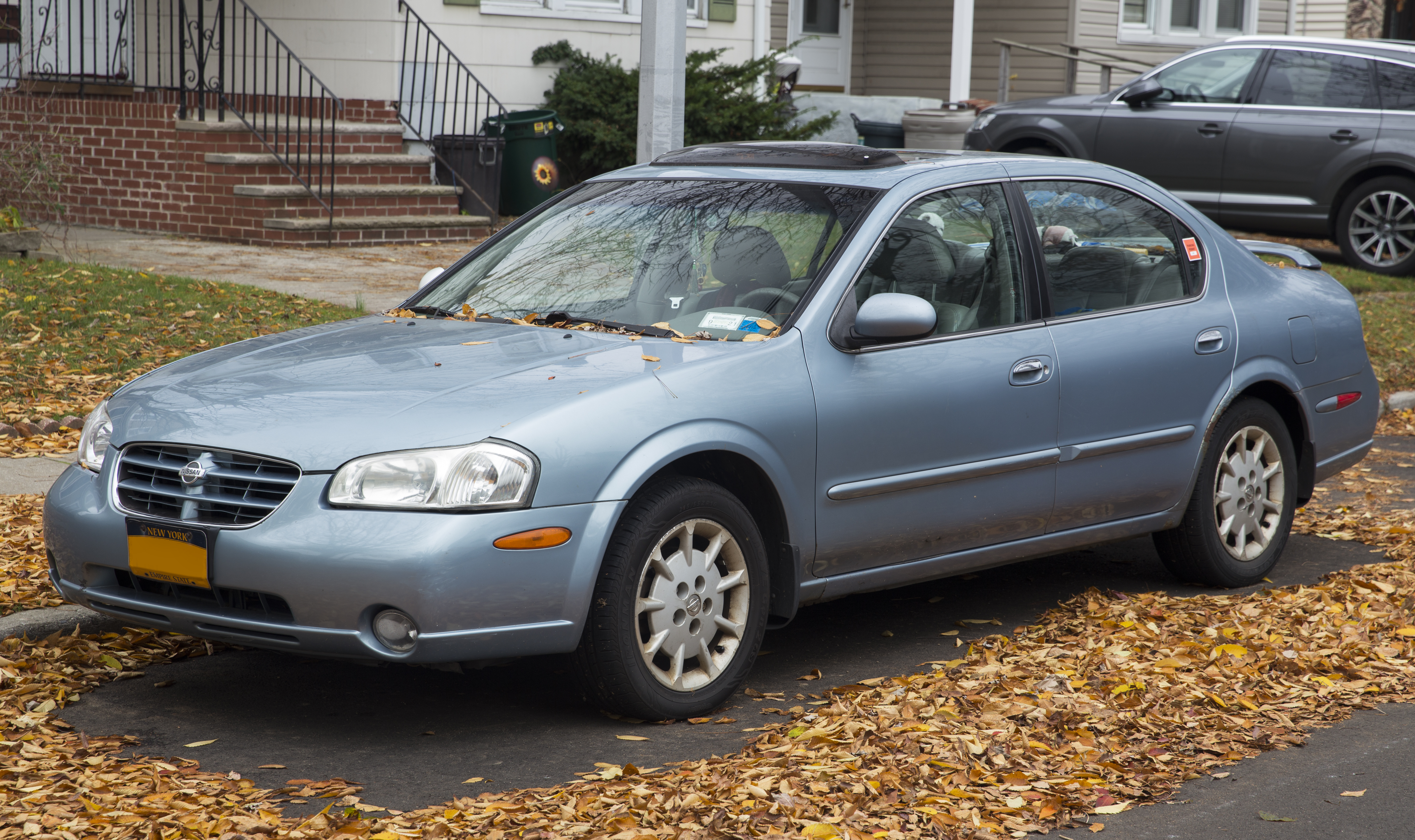
Nordamerikanische Version
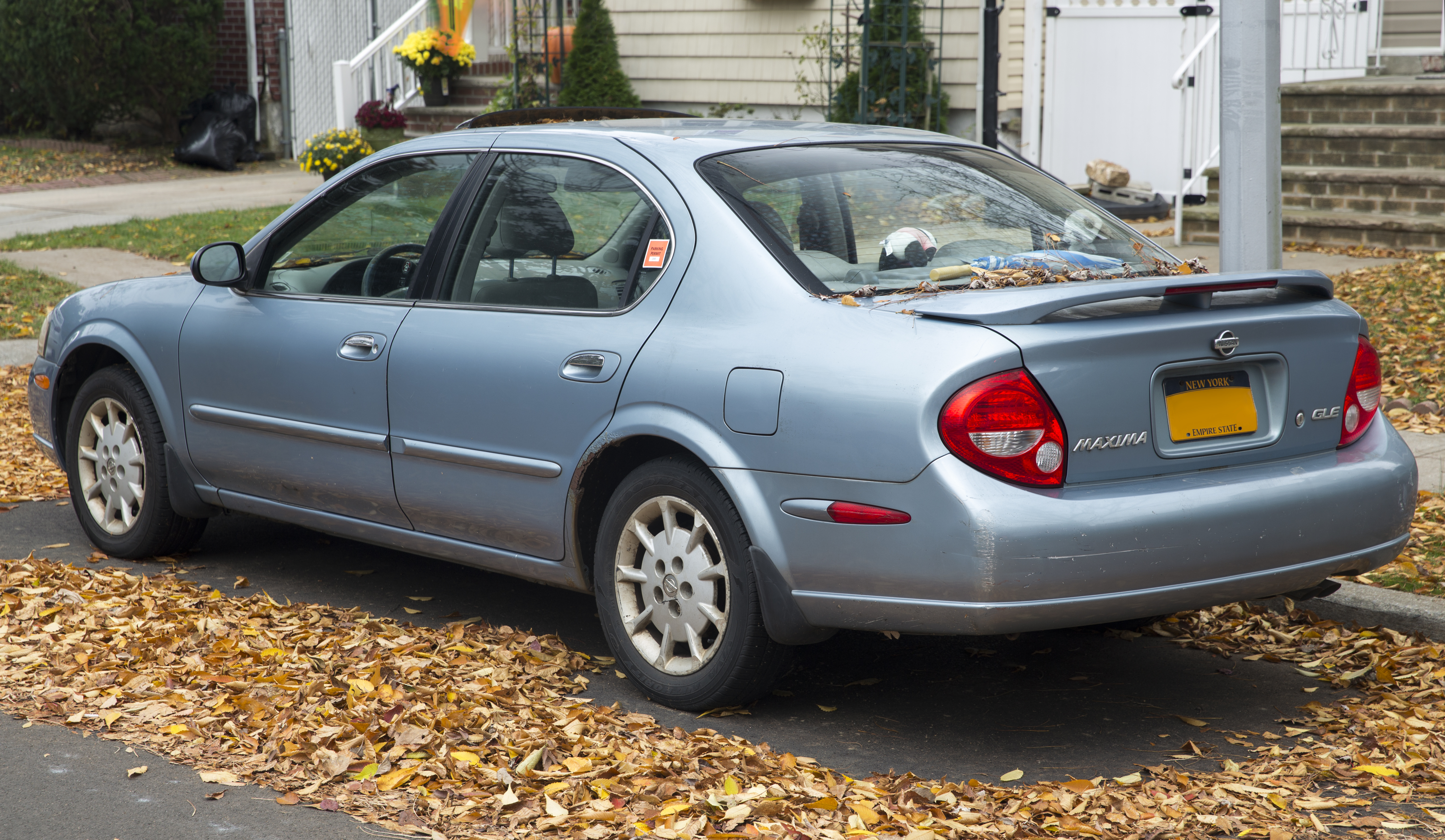
Heckansicht
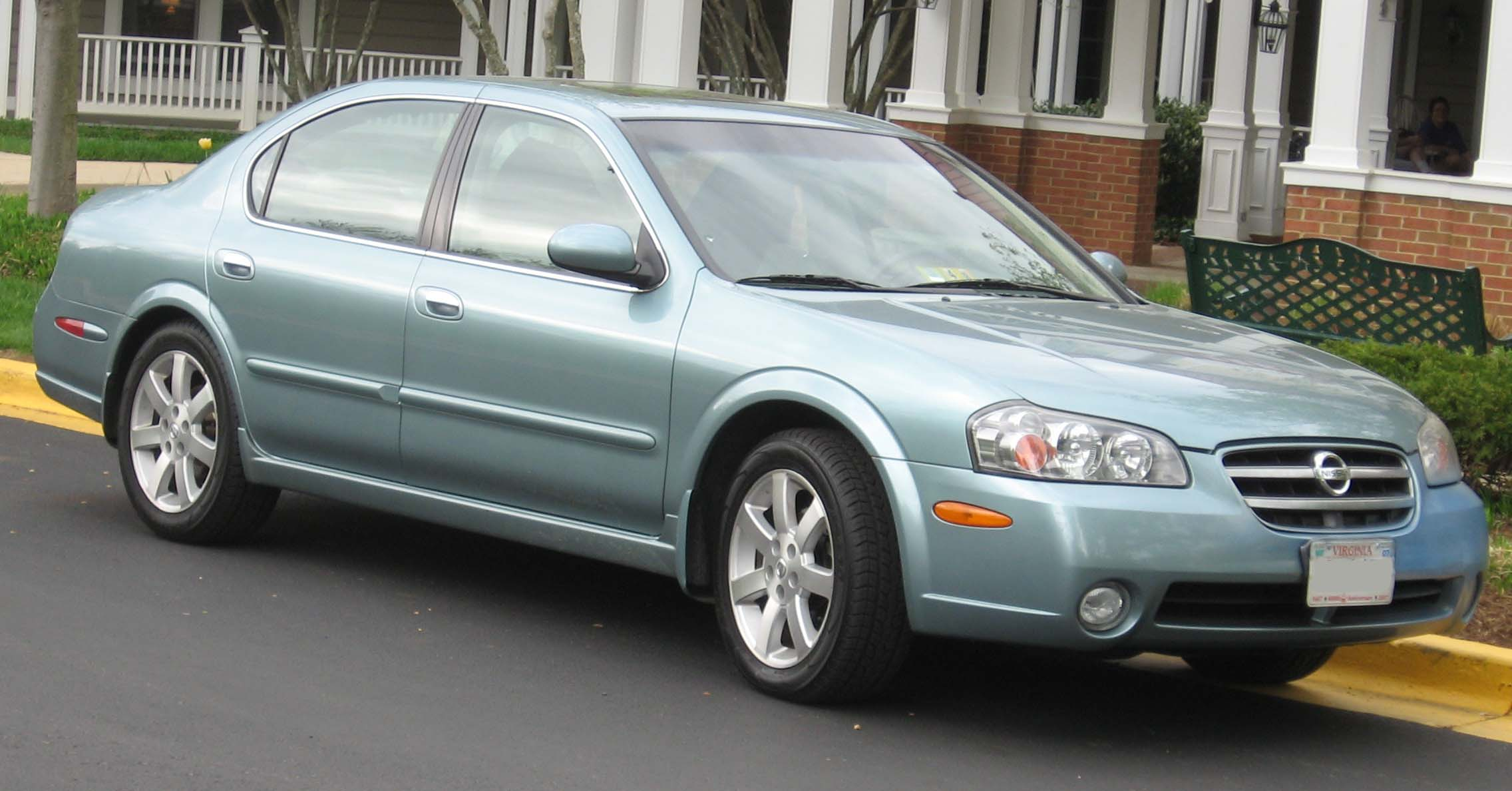
Facelift

## Nissan Maxima (A34, 2003–2008)
Der im Sommer 2003 eingeführte Maxima A34 wurde in Europa nicht angeboten. Der 3,5-Liter-V6 mit 2 × 2 obenliegenden Nockenwellen leistete 195 kW (265 PS). Die Kraftübertragung erfolgte auf die Vorderräder über ein Sechsgang-Schaltgetriebe oder optional über eine Fünfstufen-Automatik.

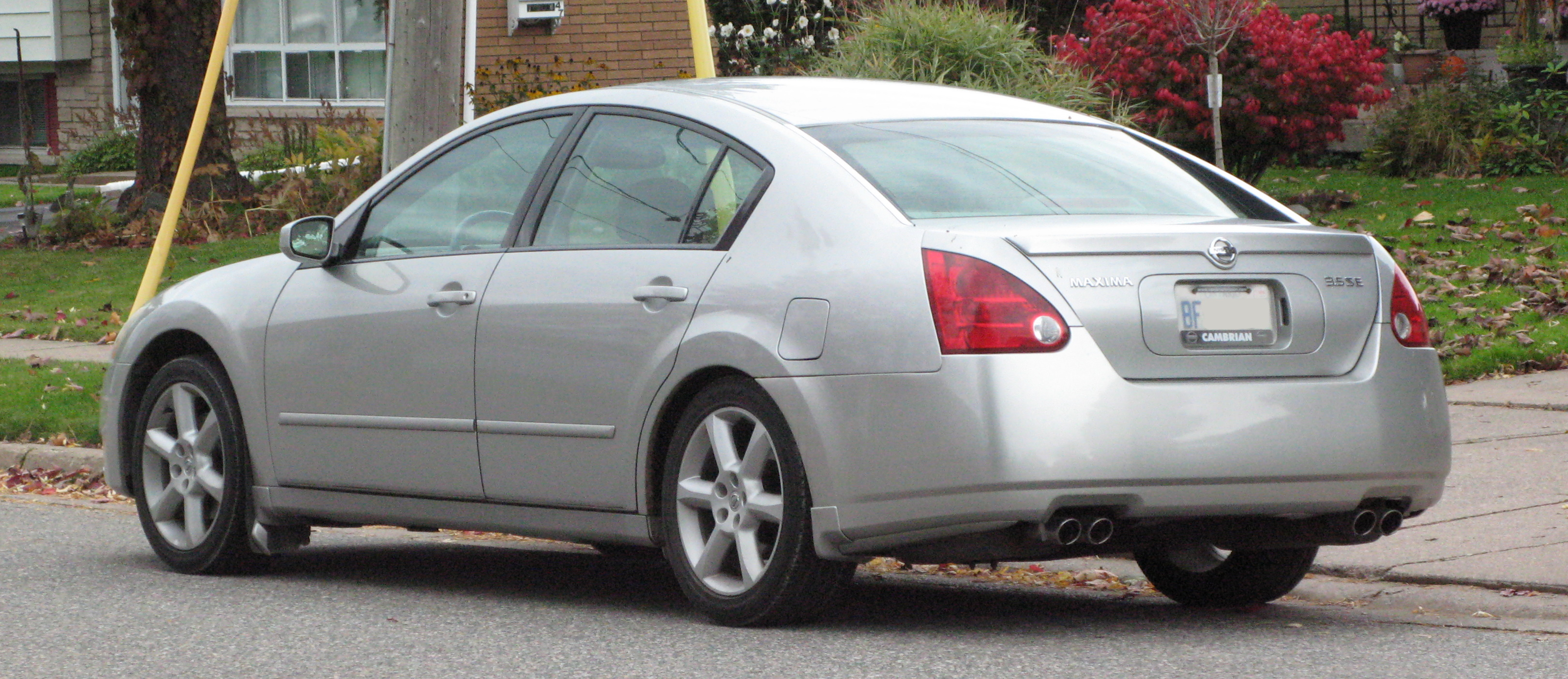
Heckansicht
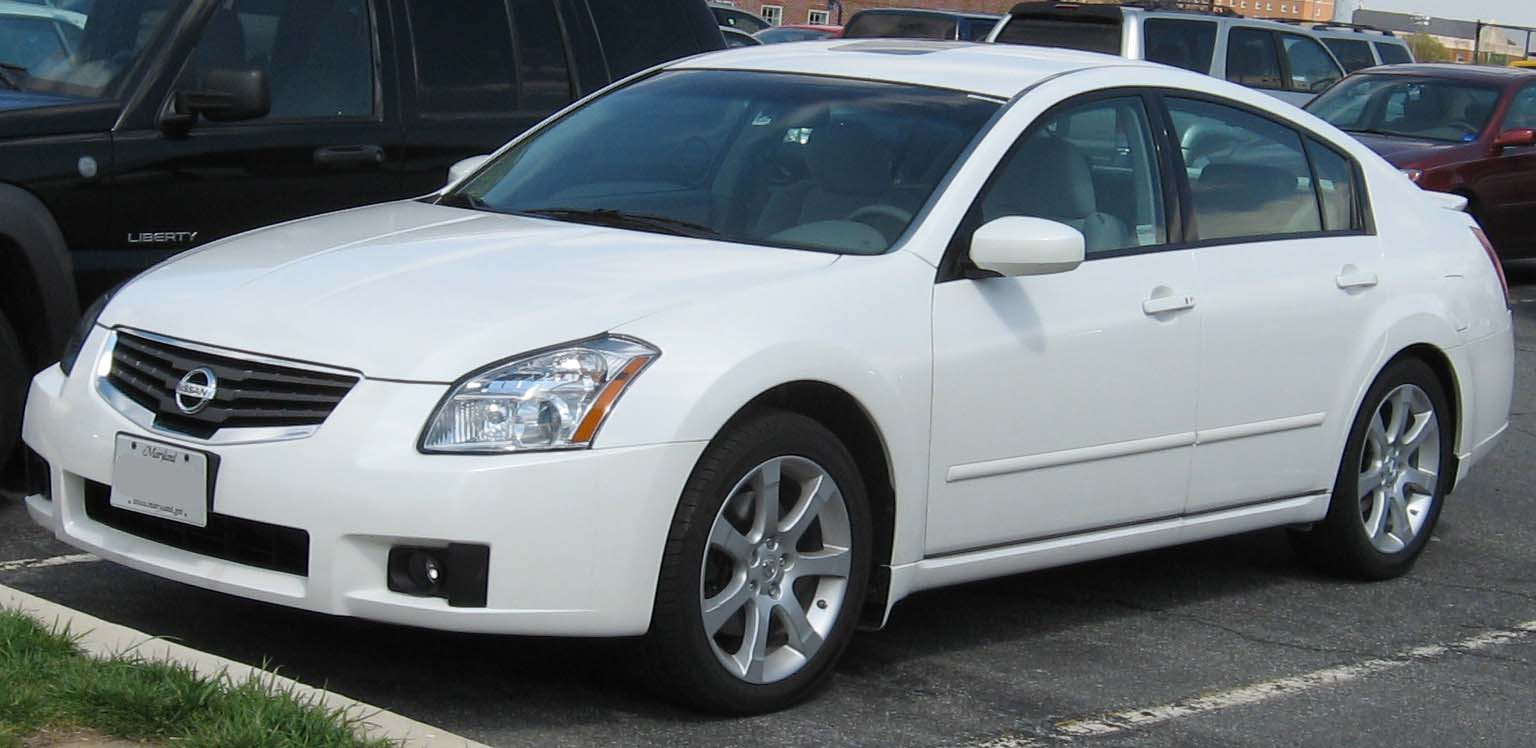
Facelift
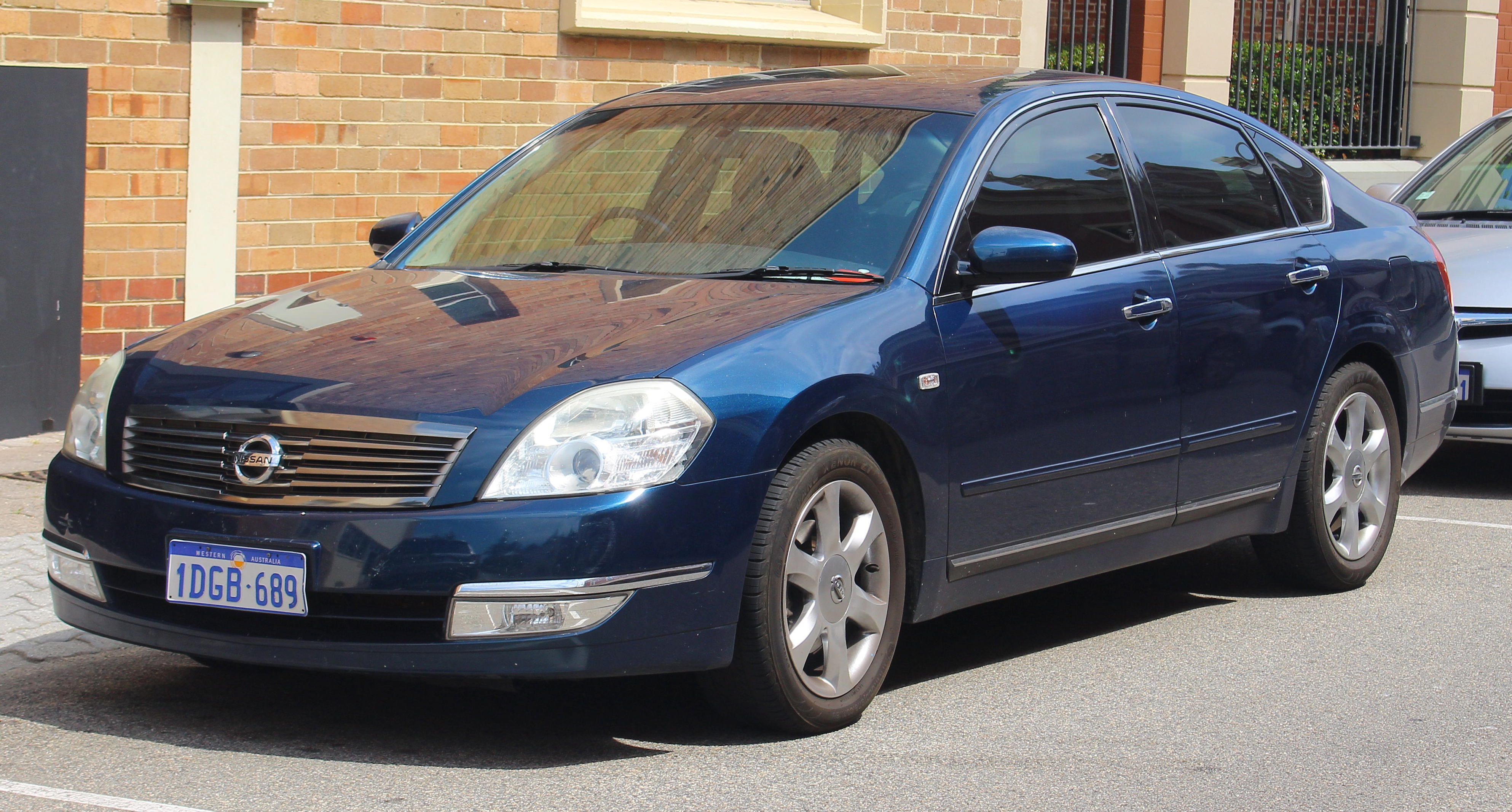
Australische Version
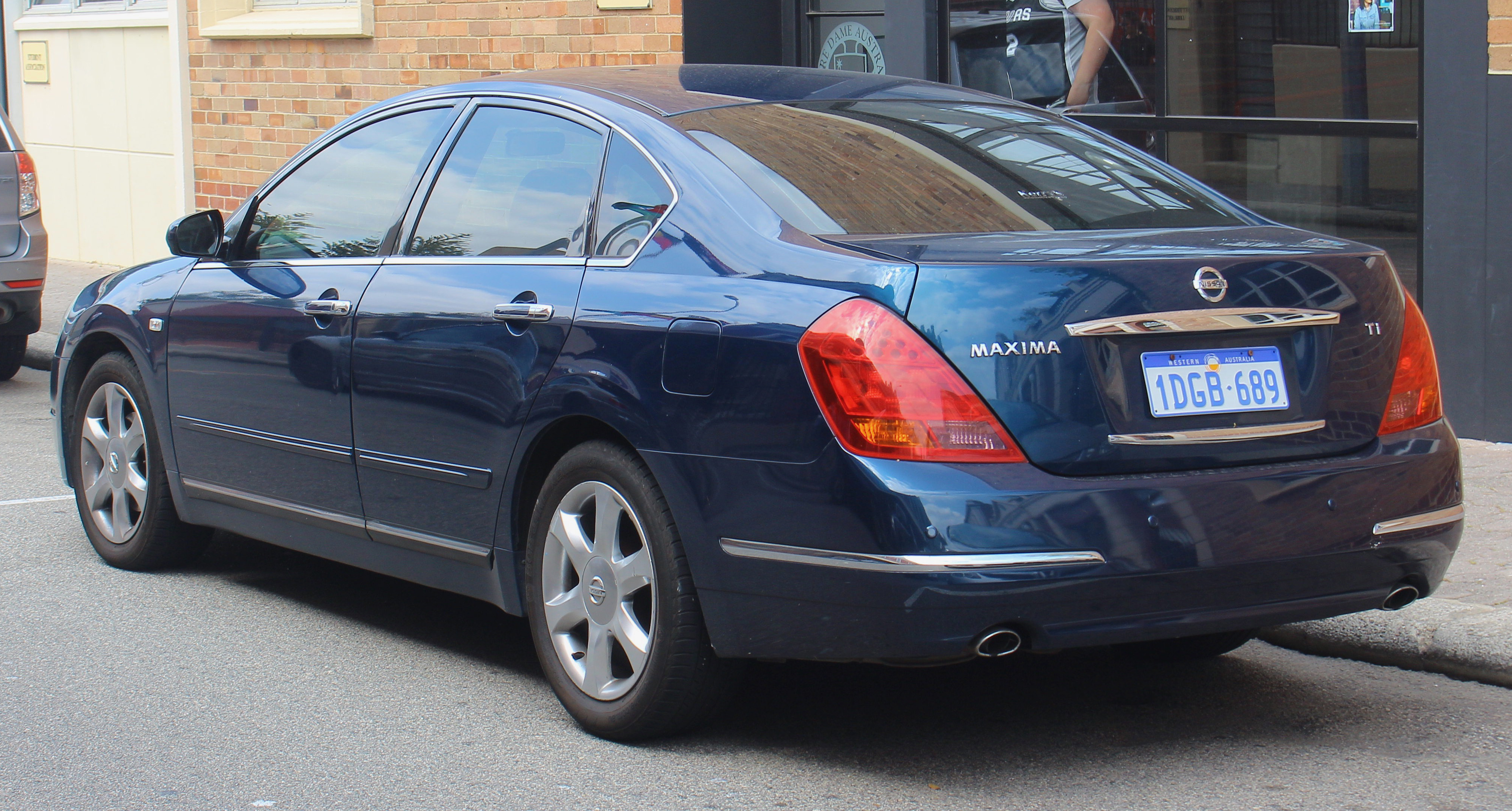
Heckansicht

## Nissan Maxima (A35, 2008–2014)

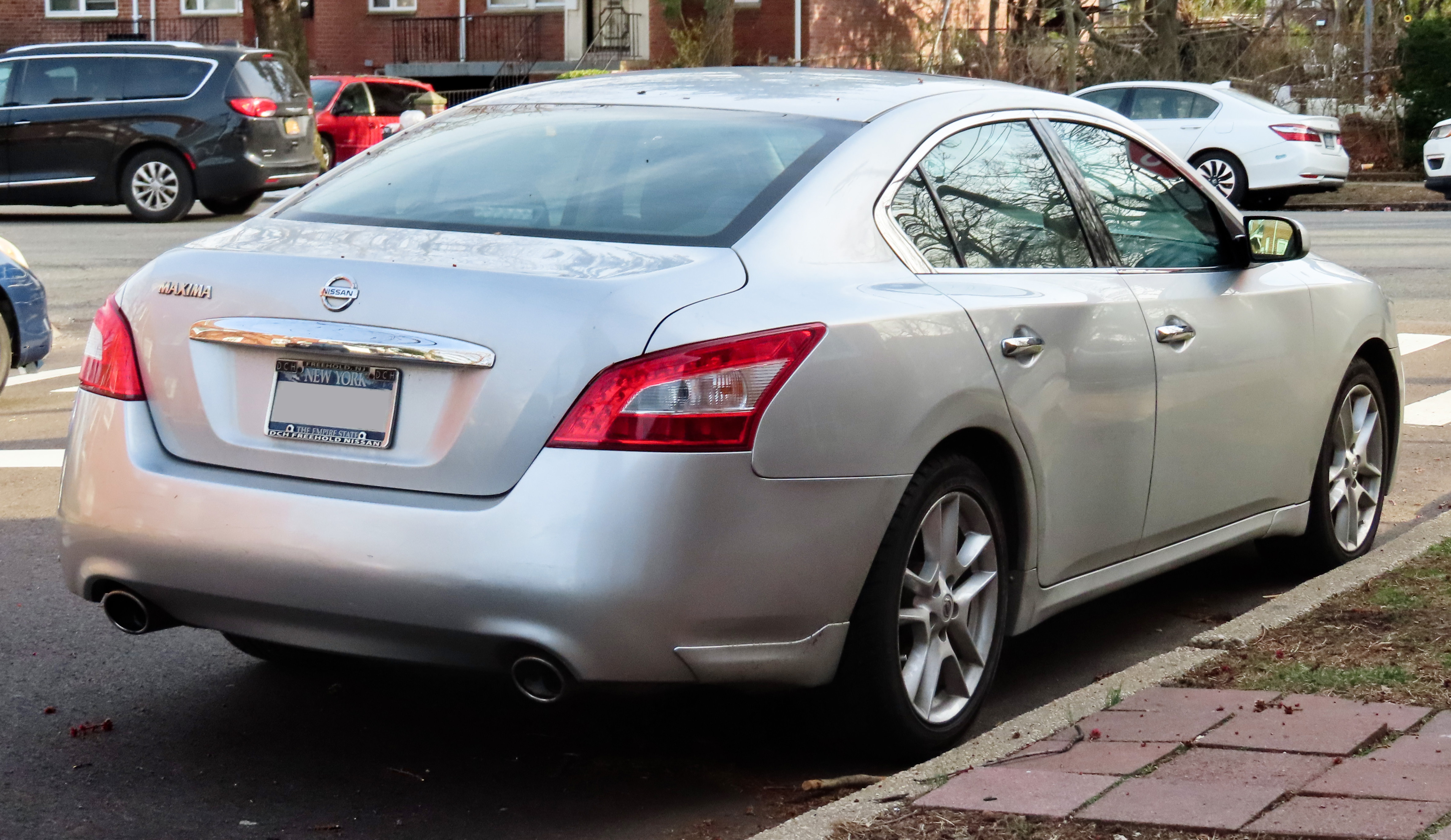
Heckansicht

Auch der im Jahr 2008 eingeführte Maxima der Baureihe A35 wurde in Europa nicht angeboten.
Er hat einen 3,5-Liter-V6 mit 216 kW (294 PS) und hat eine stufenlose Automatik (CVT).

## Nissan Maxima (A36, 2015–2023)

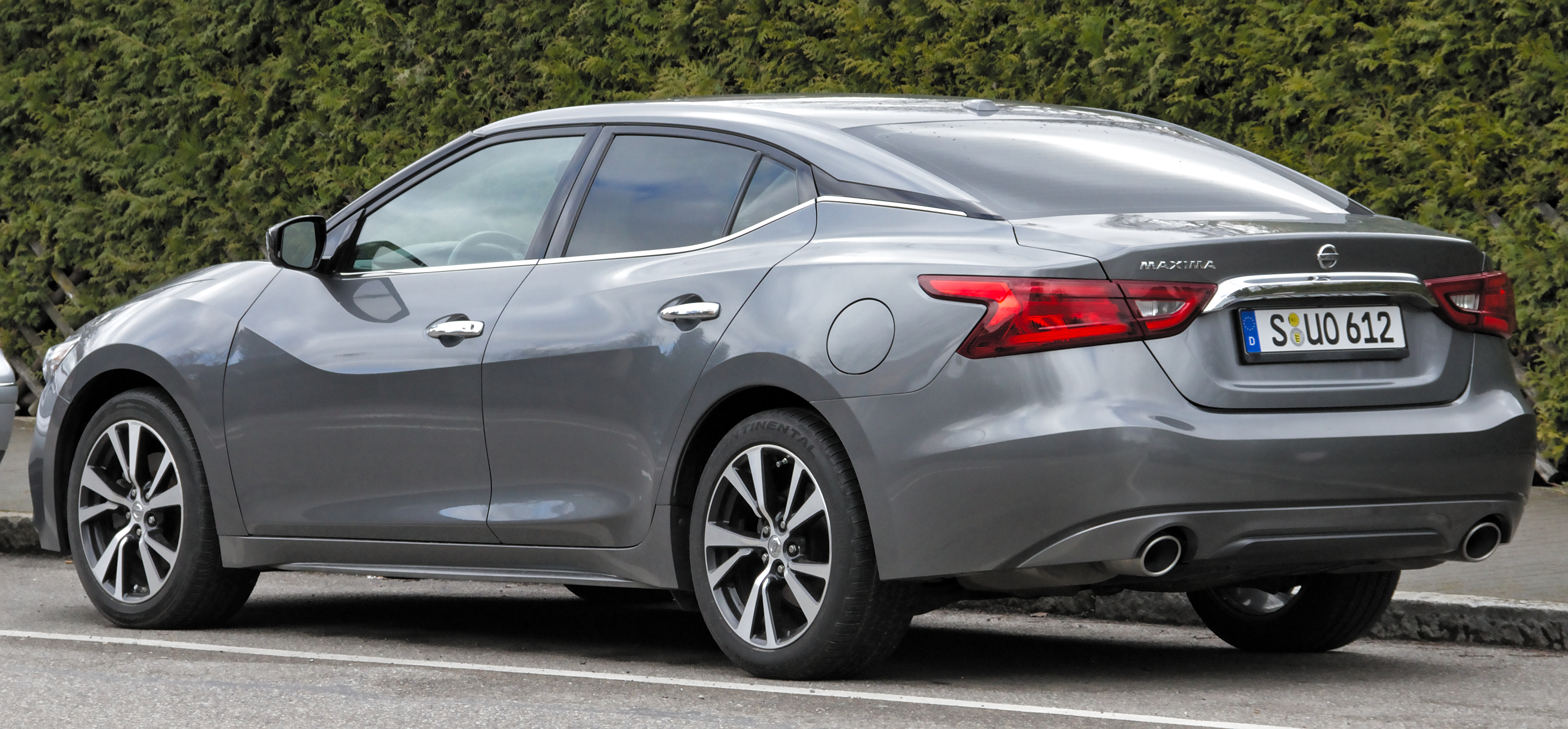
Heckansicht

Im Rahmen des 49. Super Bowls am 1. Februar 2015 zeigte Nissan die Werbung With Dad. Am Ende dieser Reklame konnte man die neue Maxima-Generation erkennen. Im Anschluss an den Super Bowl veröffentlichte Nissan die ersten Bilder der achten Generation.
Die Messepremiere hatte die Limousine auf der New York International Auto Show 2015. Auf der Guangzhou Auto Show 2015 debütierte die chinesische Version. Im Sommer 2015 kam das Fahrzeug in den Handel, in Europa wurde die achte Generation nicht angeboten. Nach dem Modelljahr 2023 wurde die Produktion des Maxima ersatzlos beendet.

### Technische Daten
|                                              | 2.5 (China)            | 3.5 (USA)              |
| Bauzeitraum                                  | 2015–2019              | 2015–2023              |
| Motorkenndaten                               |                        |                        |
| Motortyp                                     | R4-Ottomotor           | V6-Ottomotor           |
| Hubraum                                      | 2488 cm³               | 3498 cm³               |
| Verdichtungsverhältnis                       | 10 : 1                 |                        |
| max. Leistung bei min−1                      | 137 kW (186 PS) / 6000 | 224 kW (304 PS) / 6400 |
| max. Drehmoment bei min−1                    | 234 Nm / 4000          | 354 Nm / 4400          |
| Kraftübertragung                             |                        |                        |
| Antrieb                                      | Vorderradantrieb       | Vorderradantrieb       |
| Getriebe, serienmäßig                        | stufenloses Getriebe   | stufenloses Getriebe   |
| Messwerte                                    |                        |                        |
| Höchstgeschwindigkeit                        | 211 km/h               |                        |
| Beschleunigung, 0–100 km/h                   | 9,5–9,6 s              |                        |
| Kraftstoffverbrauch (pro 100 km, kombiniert) | 7,8–8,0 Liter Super    |                        |
| Leergewicht                                  | 1521–1569 kg           |                        |
| Tankinhalt                                   | 70 Liter               | 70 Liter               |